# سفارة الولايات المتحدة في الجزائر
سفارة الولايات المتحدة في الجزائر (بالإنجليزية: United States Ambassador to Algeria)‏ هو الممثل الرسمي لرئيس الولايات المتحدة لدى رئيس دولة الجزائر.
حتى عام 1962، كانت الجزائر تحت احتلال فرنسا. تم الإعلان رسميا عن الاستقلال من فرنسا في 3 يوليو 1962. الولايات المتحدة وفرنسا اعترفتا رسميا بالجزائر في نفس اليوم.وقد اعترفت الحكومة الجزائرية بالولايات المتحدة في عام 1795، ولكن لم يتم تأسيس علاقات دبلوماسية رسمية.
كان للولايات المتحدة تمثيل قنصلي في الجزائر بشكل متقطع منذ عام 1796. وفي 29 سبتمبر / أيلول 1962، أقيمت العلاقات الدبلوماسية بين الجزائر والولايات المتحدة رسميا عندما تم رفع القنصلية الأمريكية العامة في الجزائر إلى مركز السفارة. عين وليام بورتر أول قائم بالأعمال المؤقت بانتظار تعيين سفير في الجزائر العاصمة. تمت ترقيته إلى سفير في 29 نوفمبر / تشرين الثاني 1962.
وكانت الجزائر قطعت علاقاتها الدبلوماسية مع الولايات المتحدة في السادس من حزيران / يونيو 1967 في اعقاب الحرب العربية الاسرائيلية في حزيران / يونيو 1967. تم إنشاء قسم المصالح الأمريكية في السفارة السويسرية. أعادت الولايات المتحدة والجزائر إقامة علاقات دبلوماسية، وأعادت سفارتيهما في الجزائر العاصمة وواشنطن أفتتحتافي 12 نوفمبر / تشرين الثاني 1974.